# 元貞独孤皇后
元貞独孤皇后（げんていどっここうごう）は、中国西魏の匈奴系軍人である独孤信の四女。唐の高祖李淵の母。
隴西郡公李昞に嫁ぐ。年老いて病となるが、性格が気難しく、李家の夫人たちはみな恐れて介護しようとしなかった。李淵の妻の竇夫人だけがつつましく独孤氏に孝事して、自分の着替えもせずに付き添った。
618年（武徳元年）、李淵が唐を建てると、元貞皇后の諡号を贈られ、世祖元帝（李昞）の皇后として追尊された。
一部の歴史家は、彼女がネストリウス派のキリスト教徒であったと考えている。

## 子女
- 李淵（唐の高祖）
- 同安公主（中国語版）

## 伝記資料
- 『周書』巻十六 列伝第八
- 『北史』巻六十一 列伝第四十九